# NGC 1995
NGC 1995 é uma estrela dupla na direção da constelação de Pictor. O objeto foi descoberto pelo astrônomo John Herschel em 1834, usando um telescópio refletor com abertura de 18,6 polegadas. 